# أرمين إتش ماير
أرمين إتش ماير (بالإنجليزية: Armin Henry Meyer) هو دبلوماسي أمريكي، ولد في 19 يناير 1914، وتوفي في 13 أغسطس 2006.

## وصلات خارجية
- أرمين ماير على موقع مونزينجر (الألمانية)
- أرمين ماير على موقع إن إن دي بي (الإنجليزية)